# Пшеничне (Дніпровський район)
Пшени́чне — село в Україні, в Солонянській селищній громаді Дніпровського району Дніпропетровської області. Населення станом на 2021 рік — 84 мешканці.

## Географія
Село Пшеничне знаходиться за 2,5 км від правого берега річки Комишувата Сура, на відстані 2,5 км від смт Новопокровка і сіл Безбородькове, Круте і Суданівка. По селу протікає висихний струмок з загатою. Поруч проходить автомобільна дорога Т-0420.

## Населення

### Мова
Розподіл населення за рідною мовою за даними перепису 2001 року:
| Мова       | Кількість | Відсоток |
| ---------- | --------- | -------- |
| українська | 109       | 87.2%    |
| російська  | 16        | 12.8%    |
| Усього     | 125       | 100%     |

## Інтернет-посилання
- Погода в селі Пшеничне [Архівовано 7 червня 2016 у Wayback Machine.]

1. ↑  Рідні мови в об'єднаних територіальних громадах України — Український центр суспільних даних